# Фороней
Фороне́й (грец. Φορωνέας) — персонаж давньогрецької міфології. За пелопоннеськими міфами, перша людина; син Інаха й Мелії. У суперечці Посейдона й Гери за владу над Аргосом виступав третейським суддею. Фороней, за переказом, навчив аргів'ян користуватися вогнем і вирощувати хліб; увів у Аргосі культ Гери і спорудив їй вівтар.
За Псевдо-Аполлодором Фороней був сином річкового бога Інаха й океаніди Мелії. Братом Форонея був Егіалей. За міфом Фороней був володаром всього світу, який пізніше почали називати Пелопоннесом. Він одружився з німфою Теледікою й у них народились Апіс і Ніоба. 